# Comisión de Desarrollo de la Isla de Pascua
La Comisión de Desarrollo de la Isla de Pascua (CODEIPA) es un órgano gubernamental chileno creado en 1993, por la ley 19253, el cual tiene atribuciones para proponer al presidente de la República la desafectación, transferencia y uso de las tierras en la Isla de Pascua, para formular y ejecutar planes programas y proyectos de desarrollo, protección del medio ambiente, protección de los recursos naturales y preservación del patrimonio cultural de Rapa Nui, y para colaborar con los órganos del Estado correspondientes en la administración del patrimonio arqueológico de la isla. Es, además, la sucesora legal de la Comisión de Radicaciones establecida en el decreto ley 2.885, de 1979.
La comisión está integrada por ocho representantes de gobierno, el alcalde de Isla de Pascua y seis representantes electos de la comunidad rapa
nui, uno de los cuales debe ser el presidente del Consejo de Ancianos de Rapa Nui.

## Atribuciones
La Comisión de Desarrollo de Isla de Pascua tiene las siguientes atribuciones:
- Proponer al presidente de la República las destinaciones contempladas en los artículos 3° y 4° del decreto ley N° 2.885, de 1979, que establece normas sobre el otorgamiento de títulos de dominio y administración de terrenos fiscales en Isla de Pascua.[3]
- Cumplir las funciones y atribuciones que el decreto ley N° 2.885, de 1979, entrega a la Comisión de Radicaciones.
- Formular y ejecutar en su caso, programas, proyectos y planes de desarrollo tendientes a elevar el nivel de vida de la comunidad rapa nui o pascuense, conservar su cultura, preservar y mejorar el medio ambiente y los recursos naturales existentes en Isla de Pascua.
- Colaborar con la Corporación Nacional Forestal en la administración del Parque nacional Rapa Nui.
- Colaborar en la conservación y restauración del patrimonio arqueológico y de la cultura Rapa Nui o pascuense, en conjunto con las universidades y el Consejo de Monumentos Nacionales.
- Preparar convenios con personas e instituciones nacionales y extranjeras para el cumplimiento de los objetivos precedentes.

## Integrantes
La Comisión de Desarrollo de Isla de Pascua está integrada por:
- Un representante del Ministerio de Desarrollo Social y Familia.
- Un representante del Ministerio de Educación.
- Un representante del Ministerio de Bienes Nacionales.
- Un representante del Ministerio de Defensa Nacional.
- Un representante de la Corporación de Fomento de la Producción (CORFO).
- Un representante de la Corporación Nacional Forestal (CONAF).
- Un representante de la Corporación Nacional de Desarrollo Indígena (CONADI).
- El delegado presidencial provincial de la Provincia de Isla de Pascua.
- El alcalde de Isla de Pascua.
- Seis miembros de la comunidad rapa nui o pascuense, uno de los cuales debe ser el presidente del Consejo de Ancianos de Rapa Nui. Estos consejeros son elegidos a través de un sistema de elección directa, sobre la base de un registro electoral abierto y universal, al que tienen derecho a inscribirse voluntariamente todos los rapa nui mayores de edad.

La comisión es presidida por el gobernador provincial y actúa como secretario técnico el jefe de la Oficina de Asuntos Indígenas de Isla de Pascua. El funcionamiento de la comisión está regulado por un reglamento especial, dictado el año 2000.
Los seis miembros electos de la comisión gozan de una dieta mensual equivalente a 8 unidades tributarias mensuales. Adicionalmente, la CONADI paga los pasajes y viáticos cuando cualquier miembro electo de la comisión desempeñe cometidos en virtud de un acuerdo celebrado por esta; sin perjuicio de lo anterior, tales comisionados tienen derecho a percibir una dieta adicional equivalente a 2 unidades tributarias mensuales por concepto de asistencia a cada una de las sesiones de la comisión o de las comisiones especiales de trabajo que se formen por acuerdo de aquella. En todo caso, los comisionados no pueden percibir mensualmente, por concepto de dietas, una cantidad superior a 12 unidades tributarias mensuales.
La inasistencia de los comisionados electos a 3 sesiones, sin causa justificada a juicio de la propia comisión, produce la cesación inmediata del comisionado en su cargo. Su reemplazo se hace por el tiempo que falte para completar el período.

### Composición actual
Actualmente, la CODEIPA está conformada por los siguientes miembros:
| Cargo                                              | Nombre                  | Desde                  |
| -------------------------------------------------- | ----------------------- | ---------------------- |
| Delegado presidencial provincial de Isla de Pascua | Sergio Tepano Cuevas    | 2 de diciembre de 2023 |
| Alcalde de Isla de Pascua                          | Pedro Edmunds Paoa      | 6 de diciembre de 2012 |
| Presidente del Consejo de Ancianos                 | Carlos Edmunds Paoa     | 2016                   |
| Representantes electos de la comunidad rapa nui    | Anakena Manutomatoma    | 27 de junio de 2023    |
| Representantes electos de la comunidad rapa nui    | Tavari Pacomio Ika      | 27 de junio de 2023    |
| Representantes electos de la comunidad rapa nui    | Irene Haoa Teao         | 27 de junio de 2023    |
| Representantes electos de la comunidad rapa nui    | Hanana Pont Riroroco    | 27 de junio de 2023    |
| Representantes electos de la comunidad rapa nui    | Edgard Hereveri Rojas.  | 27 de junio de 2023    |
| Representante del MDSF                             |                         |                        |
| Representante del MINEDUC                          |                         |                        |
| Representante del MBN                              | Valentina López Garrido | 11 de abril de 2022    |
| Representante del MINDEF                           |                         |                        |
| Representante de la CORFO                          |                         |                        |
| Representante de la CONAF                          |                         |                        |
| Representante de la CONADI                         |                         |                        |